# 能村弘子
能村 弘子（のむら ひろこ、1月18日 - ）は、日本の女性声優。

## 出演

### テレビアニメ
1982年
- 戦闘メカ ザブングル（1982年 - 1983年、マリア・マリア） ※第33話以降
- 愛の戦士レインボーマン（1982年 - 1983年、大和ジュン）

1983年
- うる星やつら（1983年 - 1985年）
- 星銃士ビスマルク

1986年
- めぞん一刻

### 劇場アニメ
- ザブングル グラフィティ（1983年、マリア・マリア）